# Shōta Sometani
Shōta Sometani (染谷 将太?, Sometani Shōta; Tokyo, 3 settembre 1992) è un attore giapponese.

## Biografia
Sometani ha iniziato la sua carriera di attore all'età di nove anni, recitando nella pellicola Stacy, commedia-horror giapponese del 2001. Nel corso dell'adolescenza, si è interessato al cinema, alla fotografia, ai giochi di prestigio e al ping-pong, hobby tuttora coltivati dall'attore. Durante il suo percorso artistico, ha preso parte ha diverse produzioni minori interpretando piccoli ruoli, soprattutto in film per la TV giapponesi, fino al raggiungimento del successo a livello mondiale con il lungometraggio Himizu, film presentato al 68º Festival internazionale del cinema di Venezia nel 2011. Grazie a questa pellicola, ha ricevuto il premio "Marcello Mastroianni" in qualità di miglior giovane attore.
Oltre a recitare in film per la TV e in lungometraggi cinematografici, negli ultimi anni Shōta Sometani si è cimentato con il genere del radiodramma per alcune emittenti radiofoniche giapponesi. Nel 2012, è apparso nel film Sadako 3D, uscito nelle sale giapponesi il 12 maggio dello stesso anno, nel quale interpreta la parte del giovane Enoki, collaboratore lavorativo del protagonista della pellicola, Takanori Ando. Nel 2003 dirige il suo primo corto intitolato Shimira batto difarento (lett. "Simile ma diverso"), in cui un ragazzo (lo stesso Shōta) ed una ragazza condividono lo stesso tempo nella stessa casa.

## Vita privata
Sometani ha sposato l'attrice Rinko Kikuchi il 31 dicembre 2014. Nell'ottobre del 2016 la compagna ha dato alla luce il loro primo figlio, mentre il secondogenito è nato nel dicembre del 2018.

## Filmografia

### Cinema
- 2001: Stacy
- 2003: Hebi Ichigo
- 2004: The Boy From Hell
- 2004: Devilman
- 2008: Namida Tsubo - Yusuke 20 anni prima
- 2008: Fure fure shojo
- 2009: Pandora no Hako
- 2010: Yuriko no Aroma
- 2010: Tokyo-Jima - Manta
- 2010: Awaremi Mumashika
- 2011: Usotsuki Mii-kun to Kowareta Maa-chan
- 2011: Azemichi no Dandy - Kota
- 2011: Tōkyō Kōen
- 2011: Koi Ni Itaru Yamai
- 2011: Antoki no Inochi
- 2012: Himizu - Sumida
- 2012: Alwais San-Chome non Yuhi '64 - Kenji
- 2012: Ikiterumono wa Inainoka - Keisuke
- 2012: Sadako 3D - Enoki
- 2012: Il canone del male (Aku no Kyoten) - Keisuke Hayami
- 2012: Tenchi Meisatsu
- 2013: Strawberry Night (film) (Sutoroberi Naito) - Kento Yanai
- 2013: Sennen no Yuraku (The Millennial Rapture) - Tatsuo
- 2013: Su-chan Mai-chan Sawako-san - Kosuke Chiba (dipendente al caffè)
- 2013: mememe non kurage - White Tiger
- 2013: No Otoko - Shimura
- 2013: Tadaima, Jacqueline - Satoru
- 2013: Riaru Kanzen Naru Kubinagaryu no Hi - Shingo Takagi
- 2013: Kiyosu Kaigi - Ranmaru Mori
- 2013: Eien no Zero
- 2014: Tokyo Love Hotel
- 2015: Bakuman (film)
- L'ultimo yakuza - First Love (初恋?, Hatsukoi), regia di Takashi Miike (2019)
- Samurai Marathon - I sicari dello shogun (サムライマラソン?, Samurai Marathon), regia di Bernard Rose (2019)
- Tabi no owari sekai no hajimari (旅のおわり世界のはじまり?), regia di Kiyoshi Kurosawa (2019)

### Televisione
- xxxHOLiC (WOWOW, 2013)
- Tsumi to Batsu: A Falsified Romance (WOWOW, 2012)
- O-PARTS (Fuji TV, 2012)
- Gou (NHK, 2011)
- Kokoro no Ito (2010)
- Hei no Naka no Chuugakkou (TBS, 2010)
- Juunen Saki mo Kimi ni Koishite (NHK, 2010)
- Atami no Sousakan (TV Asahi, 2010)
- Sotsu Uta (Fuji TV, 2010)
- Yankee-kun & Megane-chan (TBS, 2010, ep.4,10)
- Koishite Akuma (Fuji TV, 2009)
- Saka no Ue no Kumo (NHK, 2009)
- Aishu no Romera (Fuji TV, 2008)
- Hokaben (NTV, 2008, ep.5,6)
- Shikaku Ukeoinin 2 (TV Tokyo, 2008, ep.2)
- Battery (serie televisiva) (NHK, 2008)
- Seito Shokun! (TV Asahi, 2007)
- Dream Again (NTV, 2007, ep.7,8)
- Jyooubachi (Fuji TV, 2006)
- M no Higeki (TBS, 2005, ep.1,9)
- Kougen e Irasshai (TBS, 2003)
- Kamaitachi no Yoru (TBS, 2002)

- Kiken na Venus (2020)

## Doppiaggio
- 2012: Wolf Children - Ame e Yuki i bambini lupo - Tanabe